# Кивер

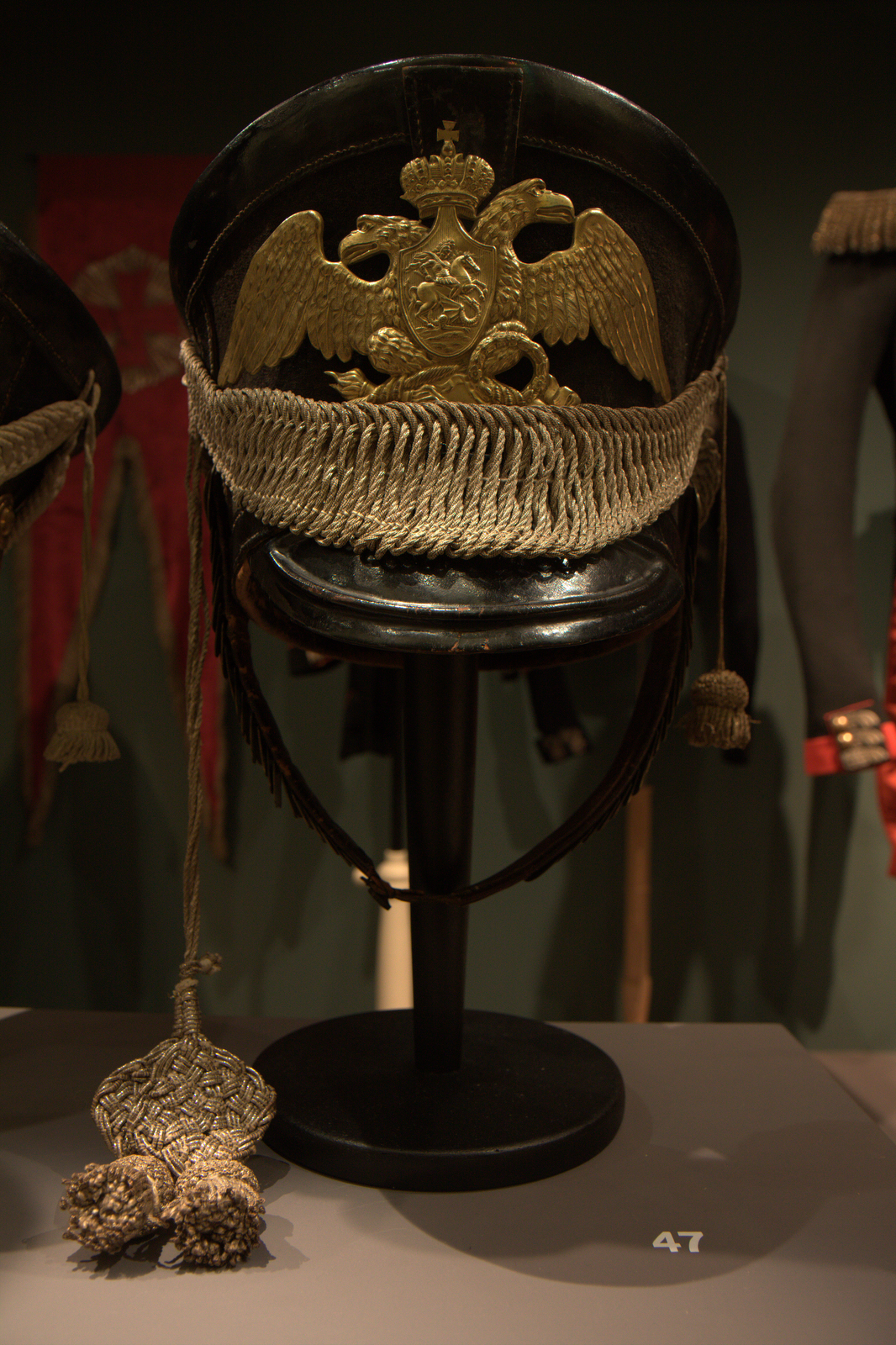
Пехотный кивер Русской императорской гвардии, датирован 1812—1817 годами

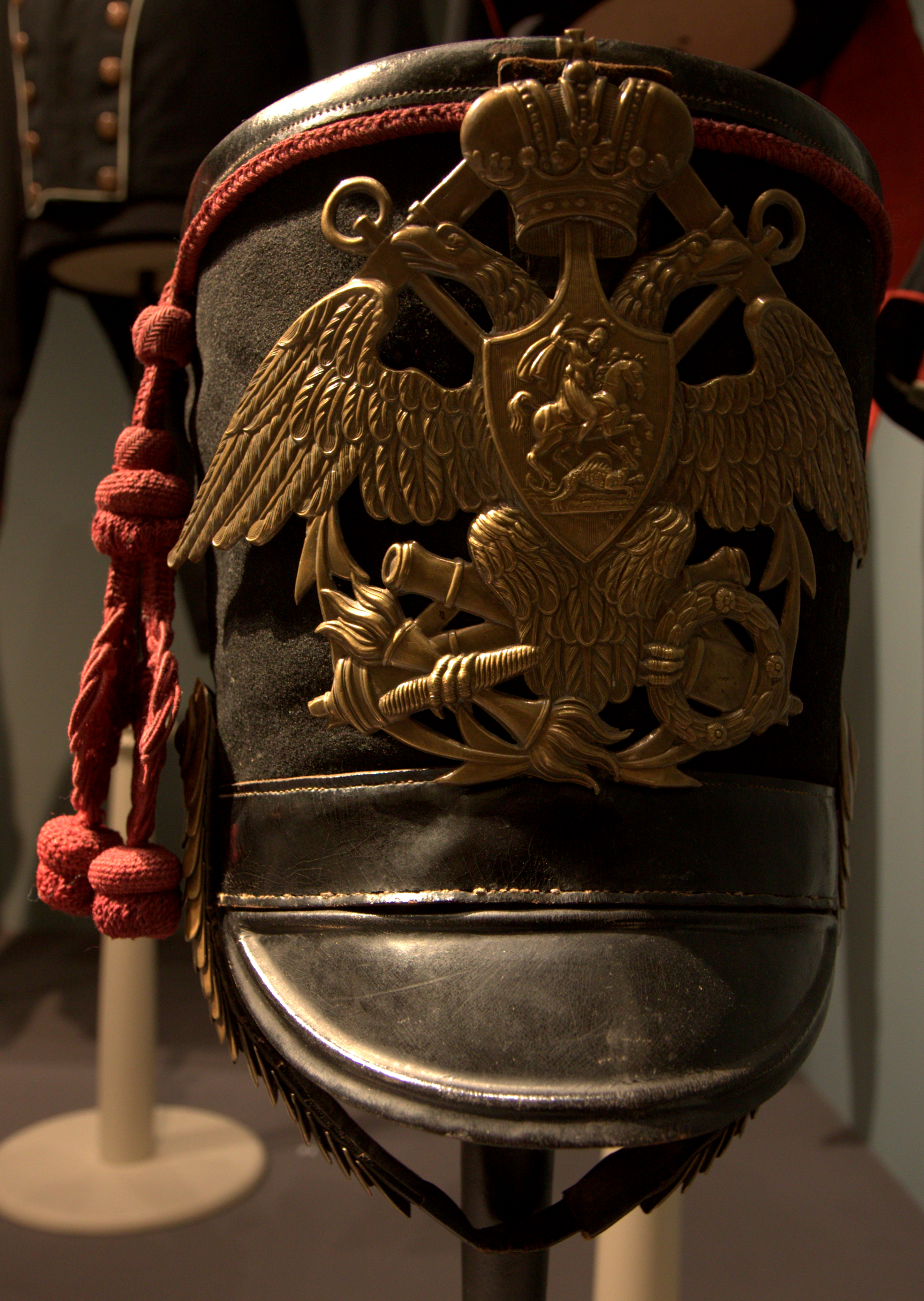
Кивер военнослужащего артиллерийской команды Гвардейского экипажа

Ки́вер — военный головной убор, обычно из твёрдой кожи, с развалистой или прямой тульёй и плоским верхом, цилиндрической формы, с козырьком, подбородным ремешком, часто с украшением в виде султана, помпона и кутаса.
Киверный мастер, то есть тот, кто их изготавливал, — ки́верщик. Кивер относился к амуниции.

## История
С появлением в Европе регулярных вооружённых сил (армий и флотов) повсеместно была введена военная униформа, частью которой были особые головные уборы для солдат: шляпы, шапки, кивера и каски. В течение XVIII века в европейской военной моде господствовали шляпы, на смену которым пришли кивера.
Кивер как элемент военной формы одежды происходит от цилиндрической шапки гусар XVIII века, которая прежде была головным убором венгерских пастухов, родственным папахе. У французов он именовался «шако» (shako), от венг. csákó. В начале XIX века к этим шапкам добавили козырьки, и в таком виде кивера распространились в большинстве армий Европы.
Впоследствии их форма и внешний вид неоднократно менялись. Из особо интересных можно выделить английский bell-topped (Bell Top — «колокол»), существовавший в 1830-х годах, и введённый в 1860-х годах в Испании так называемый «Ros» с высоким прямым передом и дном, переходящим в закруглённый зад. Ближе к середине XIX столетия кивер стал приобретать иной вид. Вместо прямого цилиндра или распространенного «ведра» кивер стал иметь форму конуса с прямой передней стороной, наклонной задней и уменьшенным донышком. А уже уменьшенный и оттого облегченный вариант такого кивера называется Шако.

### В России
В русских гвардии и армии кивера впервые были введены в 1803 году. Эти головные уборы были высокие, тяжёлые и не очень удобные, но всё же они были практичнее двуугольных шляп и могли уберечь голову солдата от непрямого сабельного удара.
Украшения на киверах неоднократно менялись. Так, в 1808 году на киверах были изменены гербы:
- в гвардии даны орлы с опущенными крыльями, с левой пригнутой головой, с венком, перуном и факелом в лапах, с одной короной на острие грудного щита, при чём основанием орла служил сегмент, лежащий на прямоугольной полоске;
- в армии, у гренадер установлены гренады о трех огнях;
- в артиллерии были установлены:
  - в гвардии — орлы, подобные пехотным гвардейским, но с крыльями более приподнятыми, правой (вместо левой) опущенной головой и с пушками и ядрами внизу, при чём лапы у орла были свободны;
  - в армии — две скрещенные пушки с гренадой (об одном огне) под ними;
- у пионеров была установлена однопламенная гренада.

При Николае I кивера доходили до 5,5 вершка высоты; во время парадов они украшались султанами в 11 вершков длиной, так что весь головной убор был высотой 16,5 вершка (около 73,5 сантиметра).
В 1844 году (а у гусар — в 1862 году) они были заменены кожаными пикельхельмами. В 1855 году, при Александре II, кивера были вновь введены в армию, претерпели изменения в 1857 году, и просуществовали до 1862 года, когда их заменили на кепи. В 1908 году кивера были снова возвращены частям гвардии, военно-учебным заведениям и генералам, в другом источнике указано что на 1907 год кивер оставлен только в парадной форме лейб-гвардии Павловского полка.
В первые годы советской власти имперские кивера донашивали бойцы РККА, что зафиксировано на фотокарточках тех лет. «Так, красные курсанты Инженерных курсов носили одно время юнкерские мундиры с киверами, на которых гвардейские орлы были закрыты суконными красными звёздами, причём все это „чудо“ носилось вместе с защитными брюками. Также в Красной Армии имелся ряд подразделений, носивший комплекты гусарской формы одежды, так Красный 1-й Оренбургский кавалерийский полк получил в Москве со склада новенькую гусарскую форму и был отправлен в ней на Восточный фронт». Курсанты в гусарских шапках (Л.-Гв. Гус. П-ка) участвовали в похоронах М. С. Урицкого.
В настоящее время кивер входит в церемониальную униформу солдат роты специального караула Президентского полка.

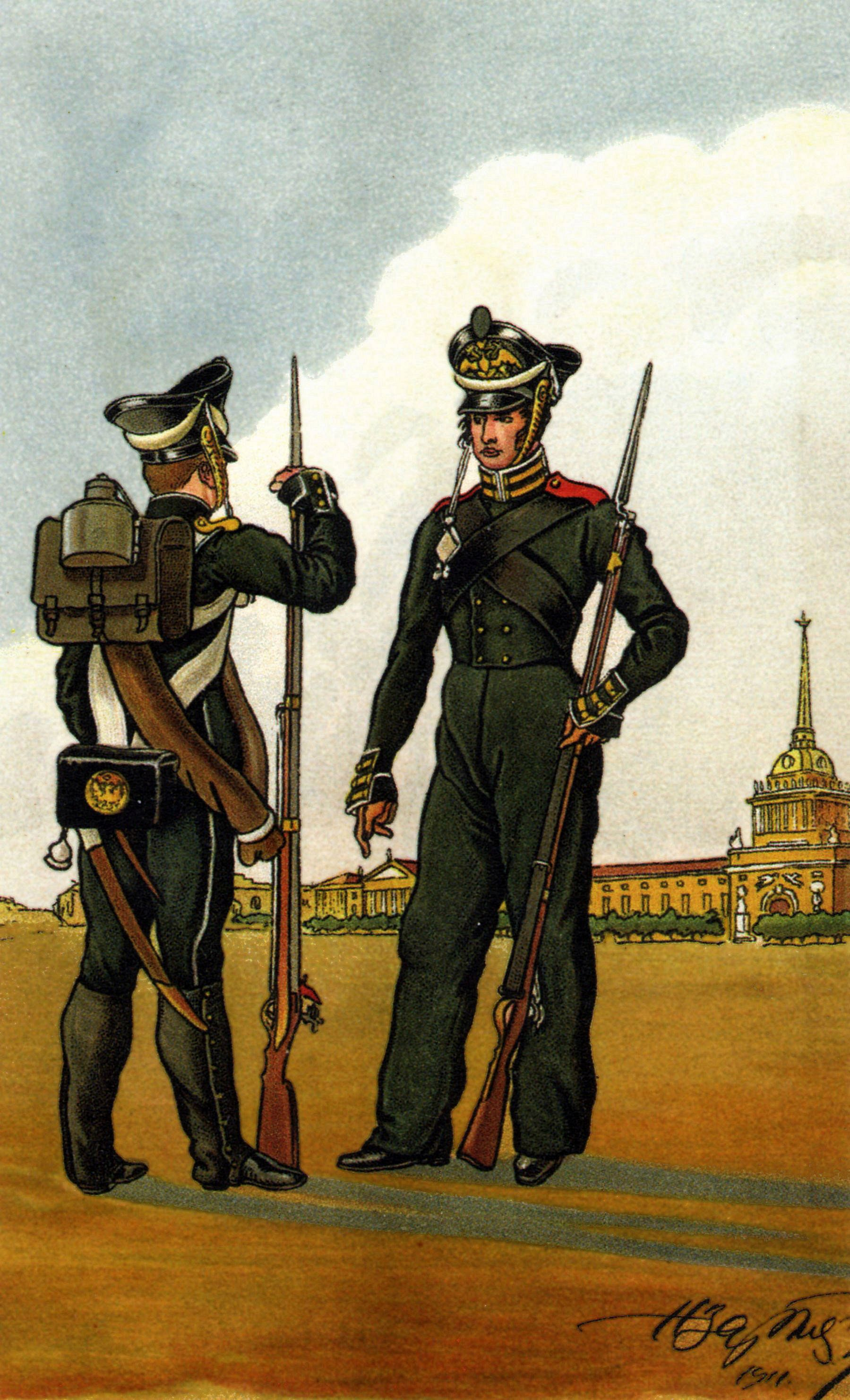
Фузилёр 3-го Морского полка (зимняя форма; слева) и матрос Гвардейского экипажа (зимняя форма), из серии «Русская армия в 1812 году»
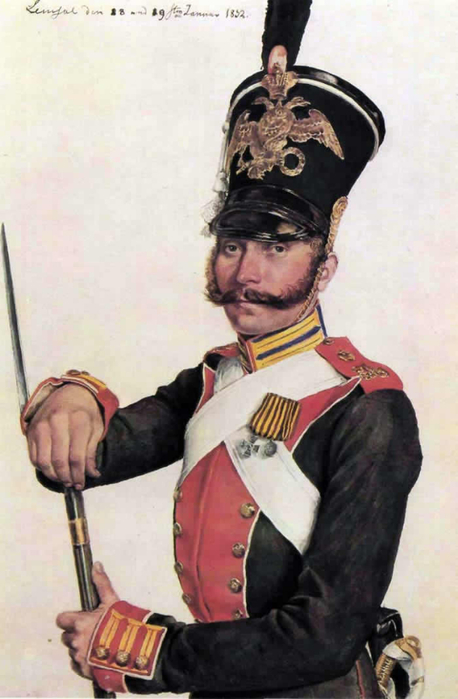
Рисунок Е. Р. Рейтерна, Рядовой лейб-гвардии Семёновского полка Екименко, 1832 год
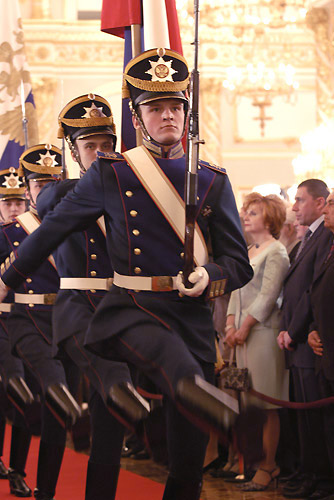
Кремлёвский полк
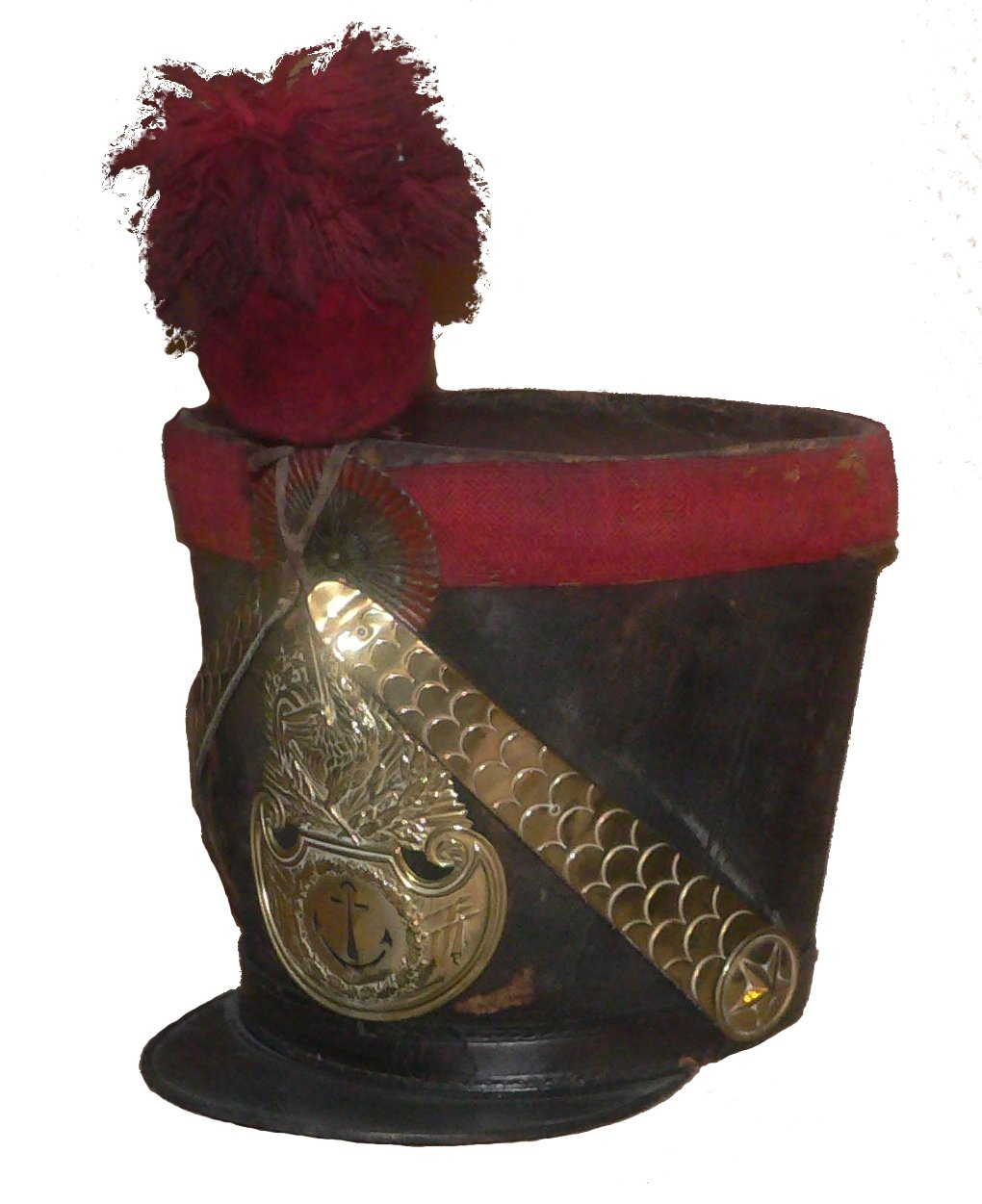
Французский военно-морской кивер XIX века